# آلتیا
روستای آلتیا

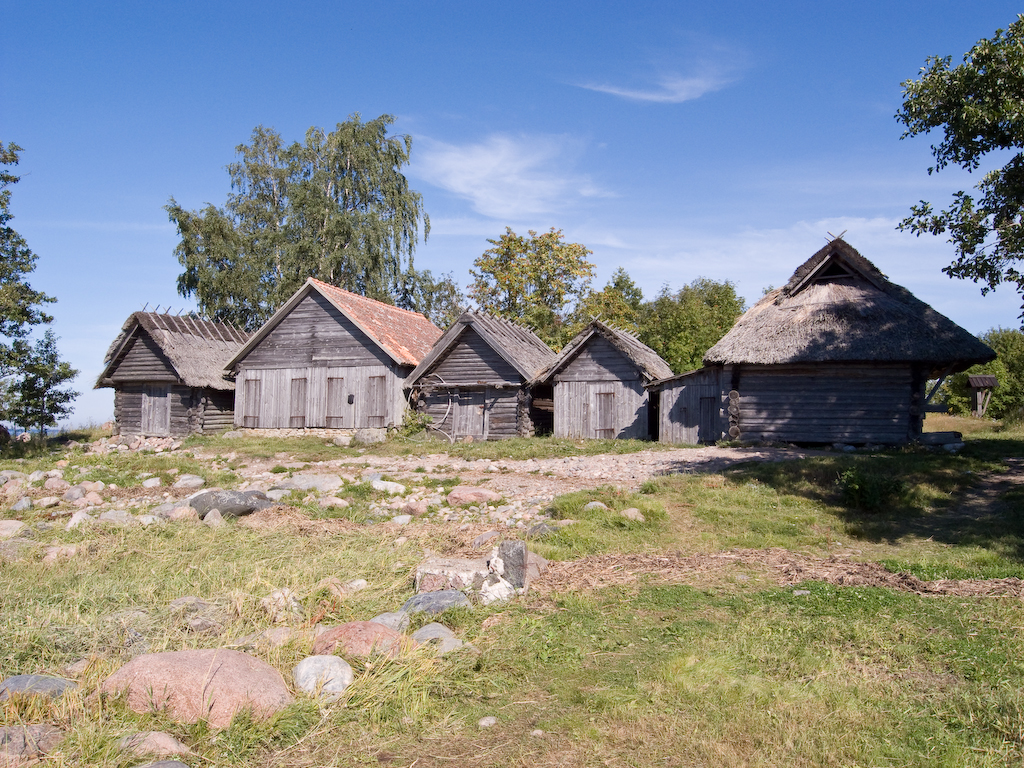
بخشی از روستای آلتیا

التجا (به لاتین: Altja) یک روستا در استونی است که در دهستان ویهولا واقع شده‌است.